# Holcocera sympasta
Holcocera sympasta é uma espécie de mariposa do gênero Holcocera pertencente à família Coleophoridae.